# Den Stærkere sejrer
Den Stærkere sejrer er en amerikansk stumfilm fra 1920 af Cecil B. DeMille.

## Medvirkende
- Elliott Dexter som David Markely
- Gloria Swanson som Ruth Anderson
- Monte Blue som Jim Dirk
- Theodore Roberts som Luke Anderson
- Claire McDowell
- Michael D. Moore som Bobby
- Julia Faye
- Jim Mason
- Togo Yamamoto
- Theodore Kosloff
- William Boyd